# John Cady
John Deere Cady (Nova York, 26 de gener de 1866 - Chicago, Illinois, 12 de novembre de 1933) va ser un golfista estatunidenc que va competir a primers del segle xx. Era net de John Deere i besnet de Linus Yale, Sr.
El 1904 va prendre part en els Jocs Olímpics de Saint Louis, on guanyà la medalla de plata en la prova per equips del programa de golf, com a membre de l'equip Trans-Mississippi Golf Association. En la prova individual quedà eliminat en els setzens de final.
A banda, el 1914 va guanyar el campionat Trans-Mississippi Amateur i en dues ocasions arribà a la fase matx play del U.S. Amateur.